# Liste der Kinos in Berlin-Blankenburg
Die Liste der Kinos in Berlin-Blankenburg beschreibt das Kino, das im heutigen Berliner Ortsteil Blankenburg existiert hat. Die Liste wurde nach Angaben aus den Recherchen im Kino-Wiki aufgebaut und mit Zusammenhängen der Berliner Kinogeschichte aus weiteren historischen und aktuellen Bezügen verknüpft. Sie spiegelt den Stand der in Berlin jemals vorhanden gewesenen Filmvorführeinrichtungen als auch die Situation im Januar 2020 wider. Danach gibt es in Berlin 92 Spielstätten, was Platz eins in Deutschland bedeutet, gefolgt von München (38), Hamburg (28), Dresden (18) sowie Köln und Stuttgart (je 17). 
Gleichzeitig ist diese Zusammenstellung ein Teil der Listen aller Berliner Kinos und der Ortsteillisten.
| Name/Lage                              | Adresse            | Bestand   | Beschreibung | Bild                                                                                      |
| -------------------------------------- | ------------------ | --------- | --- | ----------------------------------------------------------------------------------------- |
| Zentral-Lichtspiele Blankenburg (Lage) | Alt-Blankenburg 18 | 1945–1960 | Das Kino „Zentral-Lichtspiele“ bestand als Ladenkino von 1945 bis 1960. Der Rand Berlins wurde im Nachkriegsdeutschland auf Grundlage von unzerstörter Struktur bevorzugt für kulturelle Einrichtungen genutzt. Das Grundstück bildet die Südostecke von Alt-Blankenburg (vormals: Dorfstraße 1) mit der Krugstege, deren Namen auf die Lage des Dorfkrugs (gegenüber der Kirche im Angerdorf) verweist. 1947 bestand im Gebäude die Gaststätte von Elise Raabe. 1959 befand sich neben der Gastwirtschaft mit dem Kino die Autowerkstatt von Otto Daniel. Die Situation an dieser Straßenecke wurde spätestens durch den Ausbau der Straße nach Karow geändert. Bei der Verbreiterung der Krugstege von 10 Meter auf 20 Meter in Grundstückshöhe wurde die Straßenfront um diese 10 Meter verkürzt. Das Grundstück 18 ist eine nicht mehr bebaute Brachfläche. Das Kino mit seinem Besitzer Artur Schock wird mit 255 Plätzen genannt. 1960/1961 ging es in die Verwaltung des VEB Berliner Filmtheater über. Der Spielbetrieb wurde im Januar 1960 eingestellt und das Gebäude beräumt. | Brachfläche an der Straßenecke der Nr. 18 · Torpfosten des vormaligen Krughofs auf Nr. 18 |